# Рихново-Жулавське
Рихново-Жулавське (пол. Rychnowo Żuławskie, нім. Rückenau) — село в Польщі, у гміні Новий Двур-Гданський Новодворського повіту Поморського воєводства.
Населення — 173 особи (2011).
У 1975-1998 роках село належало до Ельблонзького воєводства.

## Демографія
Демографічна структура станом на 31 березня 2011 року:
|          | Загалом | Допрацездатний вік | Працездатний вік | Постпрацездатний вік |
| -------- | ------- | ------------------ | ---------------- | -------------------- |
| Чоловіки | 89      | 13                 | 63               | 13                   |
| Жінки    | 84      | 13                 | 58               | 13                   |
| Разом    | 173     | 26                 | 121              | 26                   |